# Landskrona församling
Landskrona församling är en församling i Frosta-Rönnebergs kontrakt i Lunds stift. Församlingen ligger i Landskrona kommun och Helsingborgs kommun i Skåne län och utgör ett eget pastorat. Församlingen är delad av kommungräns och hade därför till 2020 två församlingskoder, en per kommun (128201 för delen i Landskrona kommun och 128314 för delen i Helsingborgs kommun).

## Administrativ historik
Församlingen bildades på 1500-talet genom sammanslagning av Sankt Johannis, Sankt Nicolai och Sankt Olai församlingar. 
Församlingen utgjorde till 1962 ett eget pastorat för att därefter till 2006 vara moderförsamling i pastoratet Landskrona och Sankt Ibbs som från en tidpunkt mellan 1998 och 2002 även omfattade Härslövs församling och Ottarps församling.  2006 införlivades församlingarna Sankt Ibbs, Härslöv och Ottarp och Landskrona församling utgör sedan dess ett pastorat.

## Organister
Lista över organister.
| Verksam   | Namn                     | Levnadstid | Övrigt                             |
| --------- | ------------------------ | ---------- | ---------------------------------- |
| –1695     | Friedrich Clasen Botsack | –1695      | Organist, stadsmusiker och rådman. |
| 1696      | Christiernus Christiani  |            | Organist                           |
| 1702–1708 | Iwar Boye (Boij)         |            | Organist och musiker.              |
| 1726      | Jacob Steffani           |            | Organist                           |
| 1735–1745 | Sven Pihlman             |            | Organist                           |
| 1745–1754 | Erik Hedengren           |            | Organist                           |
| 1754–1784 | Peter Lannersten         |            | Organist                           |
| 1784–1787 | Lars Rask                |            | Organist                           |
| 1833–1848 | Peter Magnus Hjertstrand | 1809–1848  | Organist.                          |
| 1852–1883 | Bengt Wilhelm Hallberg   | 1824–1883  | Organist                           |
| 1888–1921 | Nils Eberhard Lovén      | 1846–1925  | Organist                           |
| 1921–1954 | Jöns Jader               | 1889–1962  | [ 5 ]                              |
| 1954–1963 | Assar Engström           | 1918–      | [ 6 ]                              |
|           | Bengt Sydmark            | 1945–      |                                    |
| 2010–     | Dag Videke               | 1967–      | [ 7 ]                              |
| 2018–     | Fredrik Albertsson       | 1970–      | [ 8 ]                              |

## Kyrkor

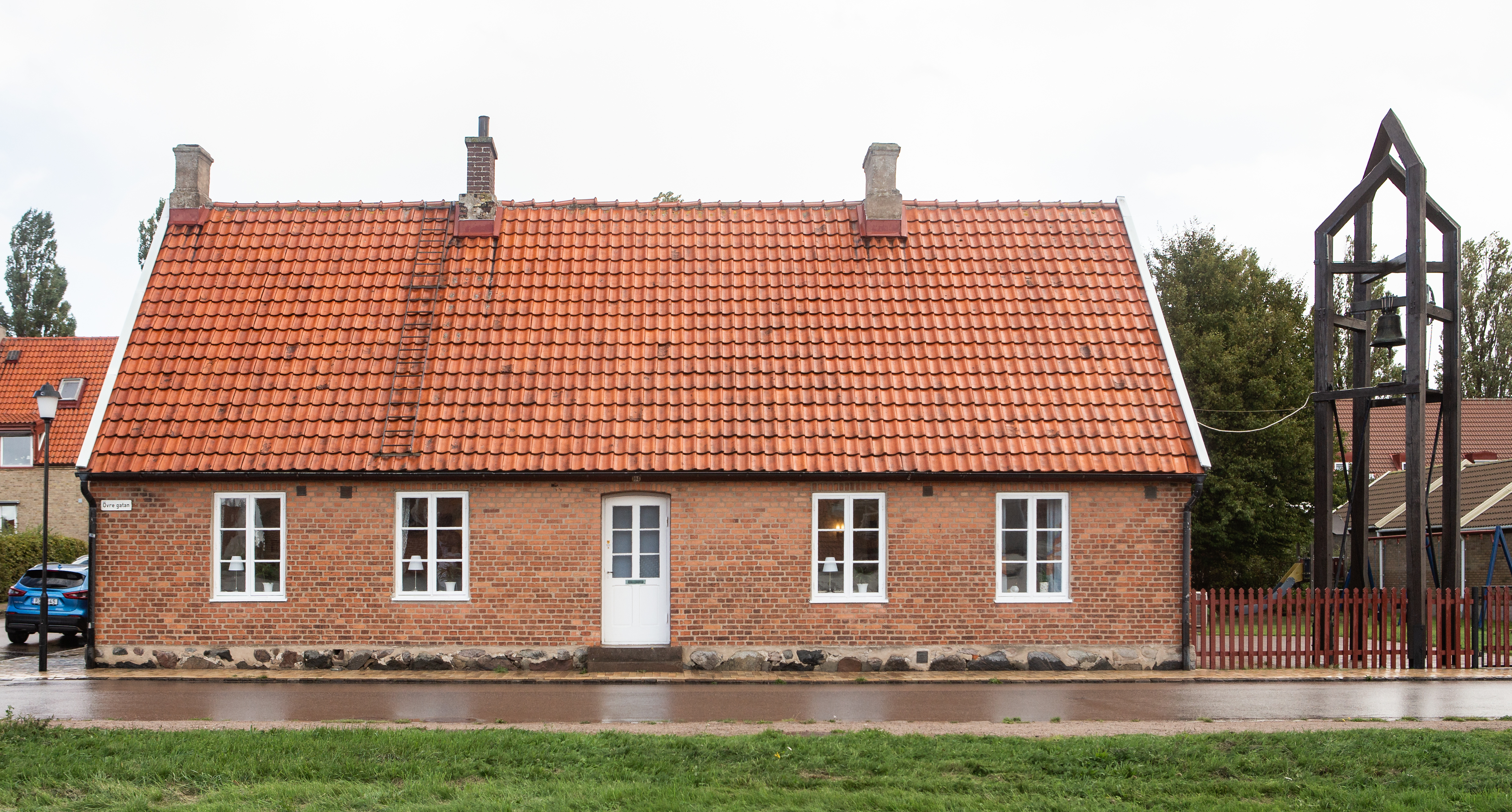
Borstahusens kapell
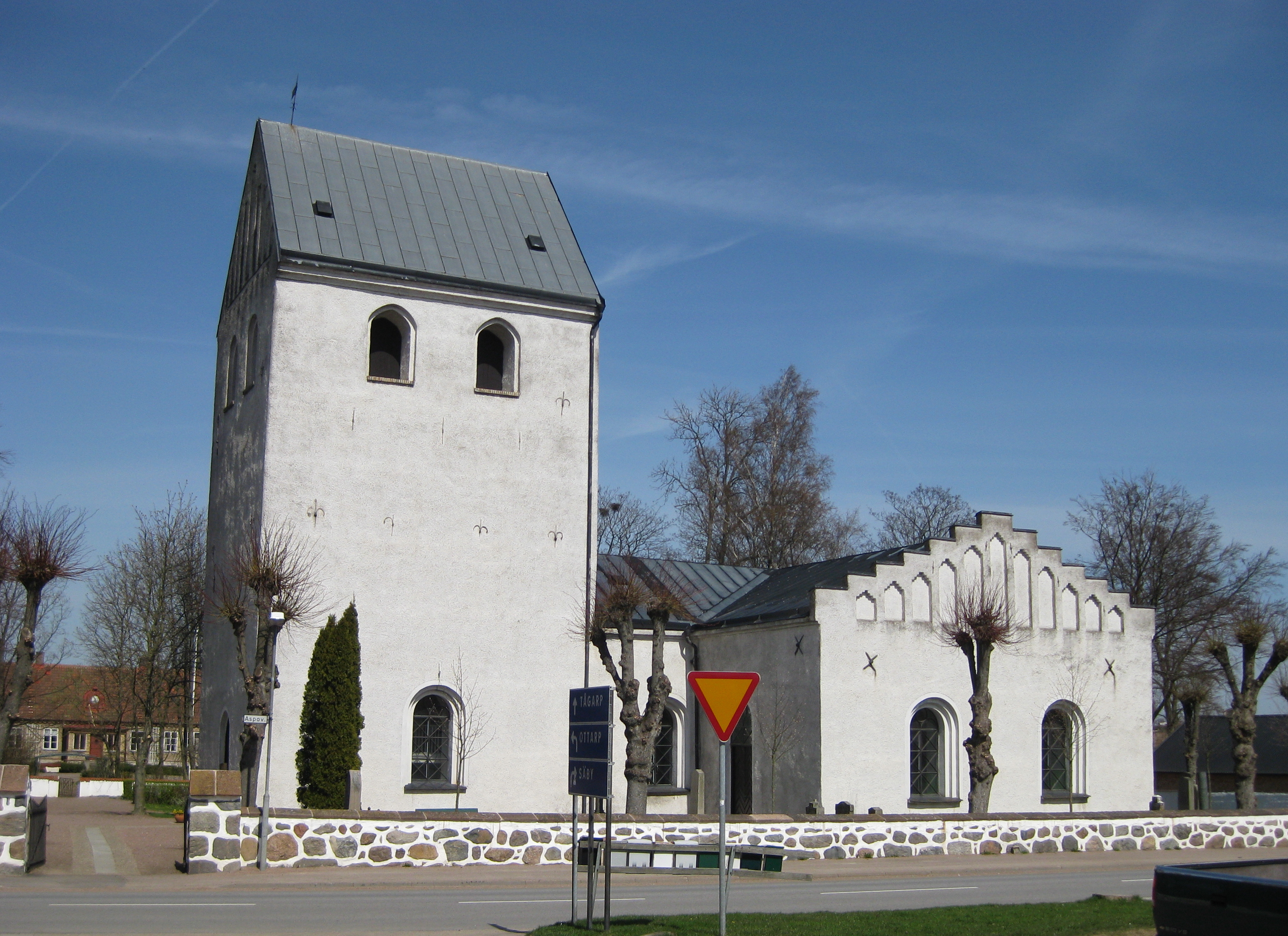
Härslövs kyrka
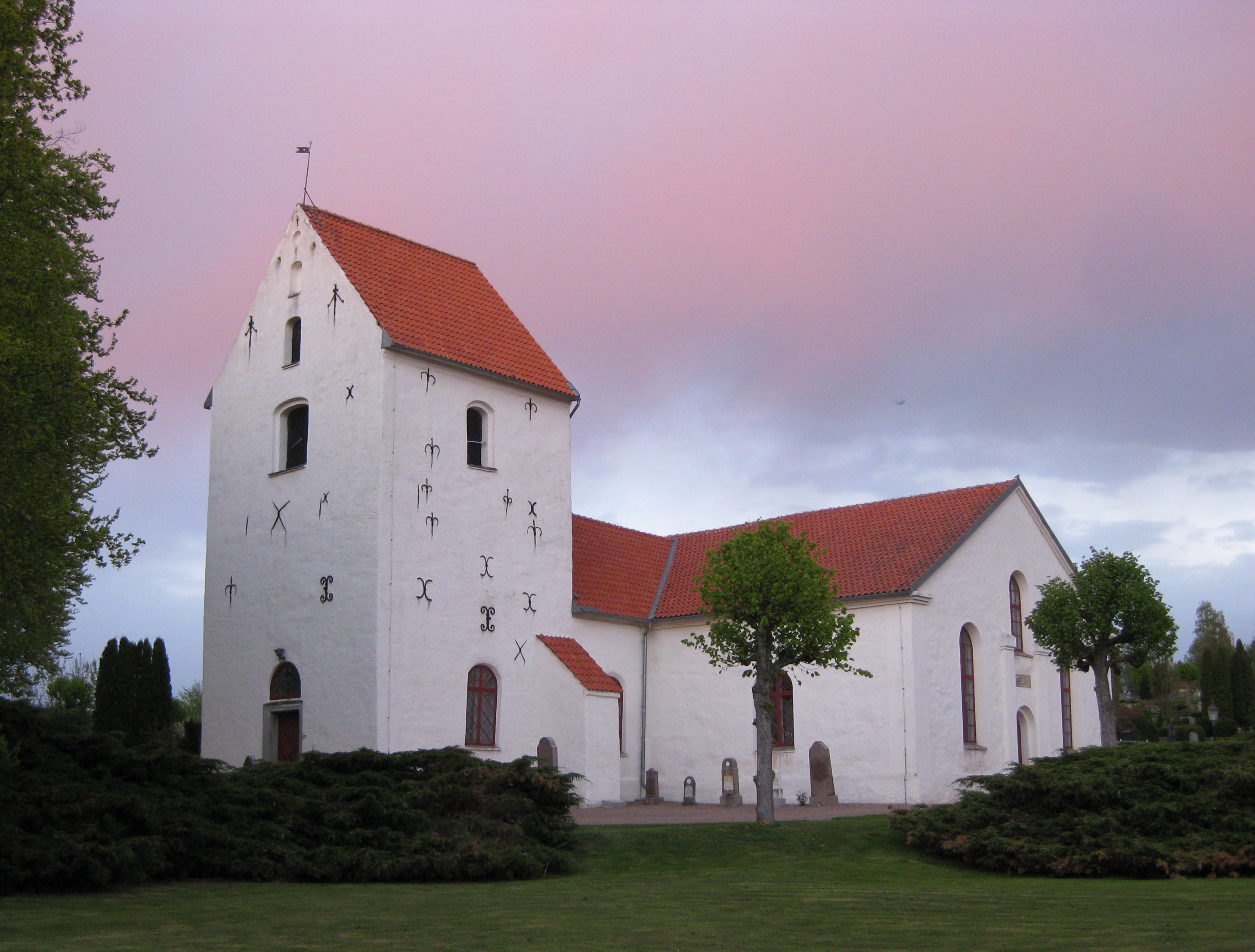
Ottarps kyrka
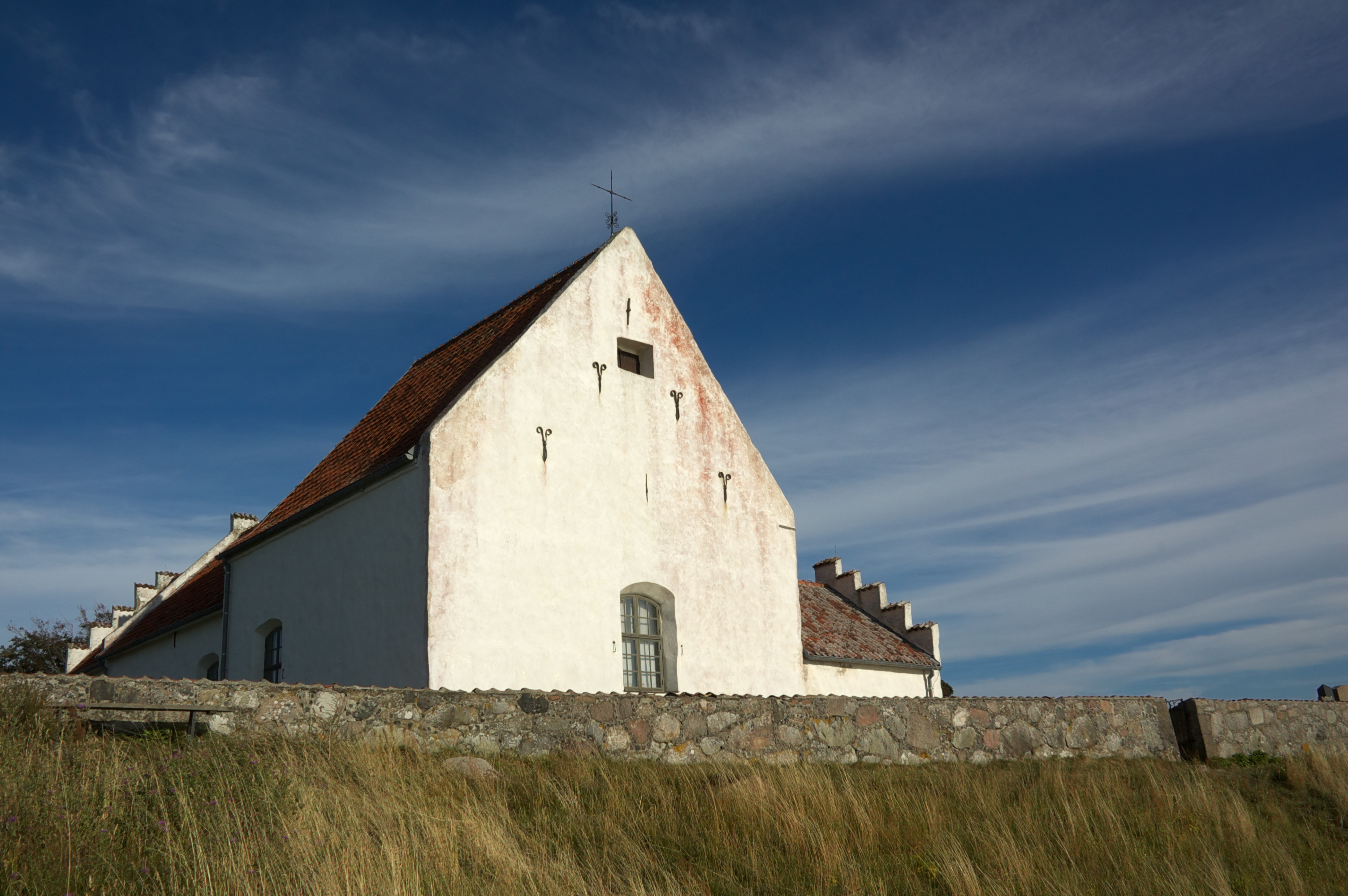
Sankt Ibbs gamla kyrka
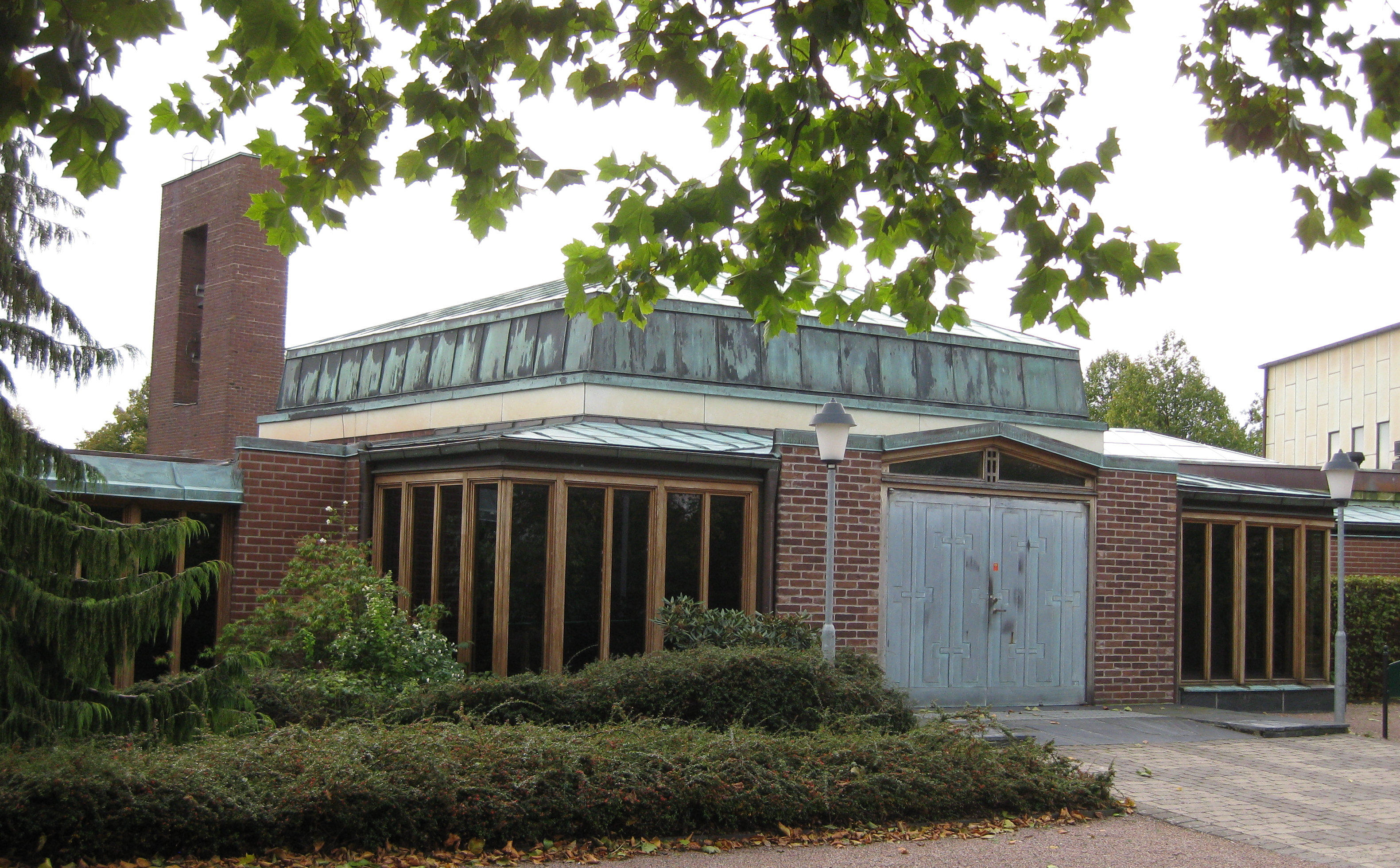
Sankt Jakobs kapell
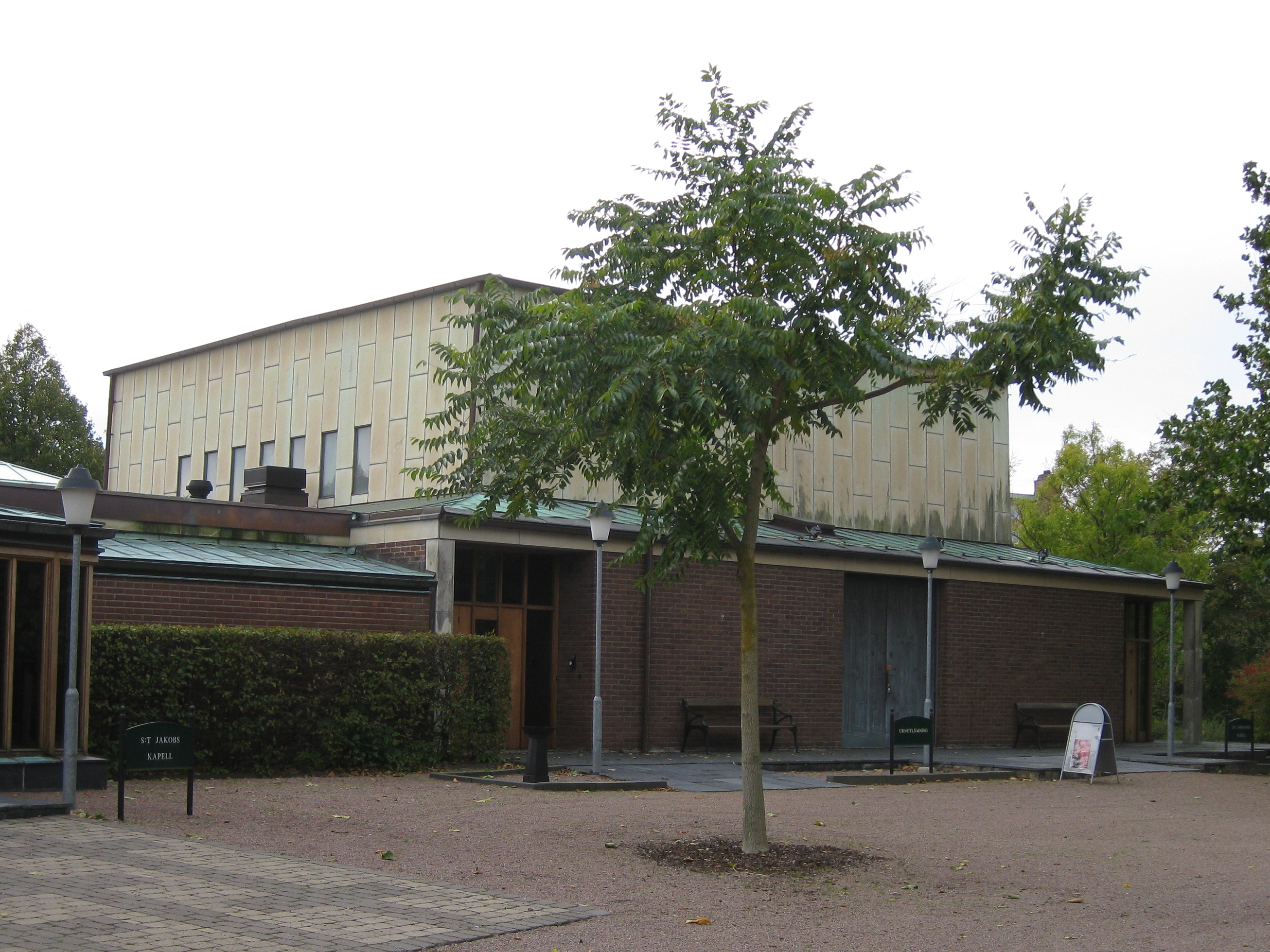
Sankt Johannes kyrka
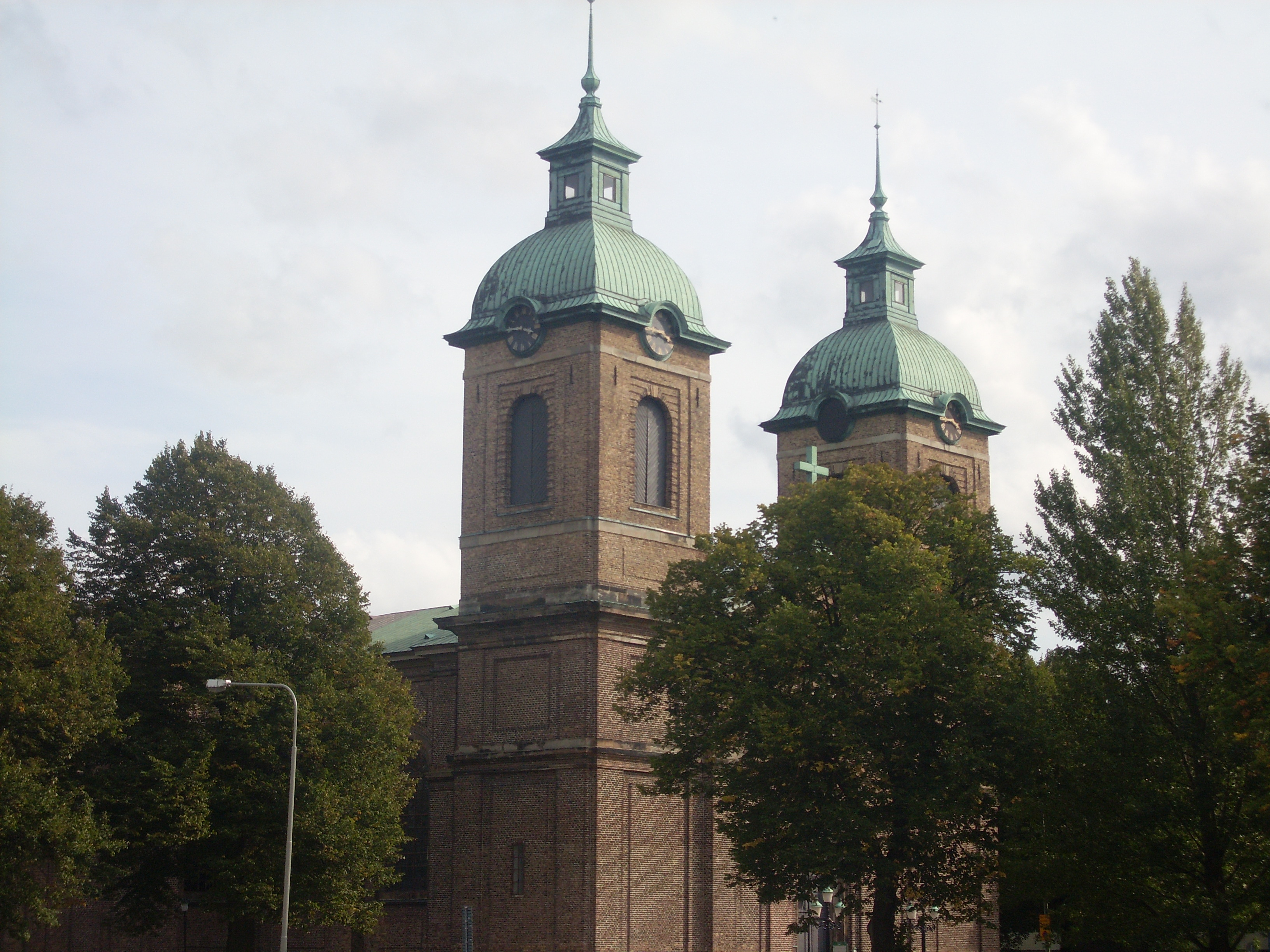
Sofia Albertina kyrka
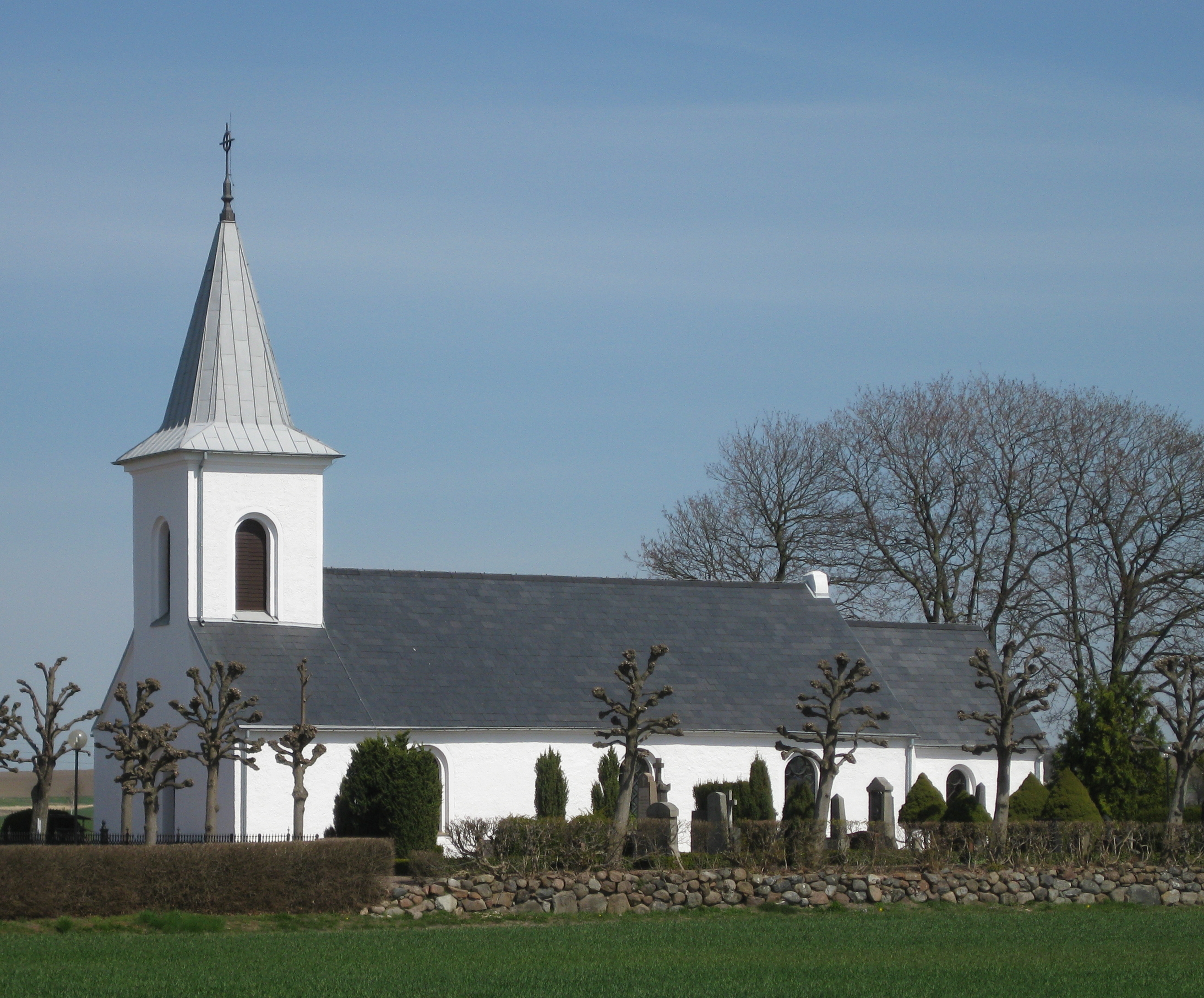
Säby kyrka
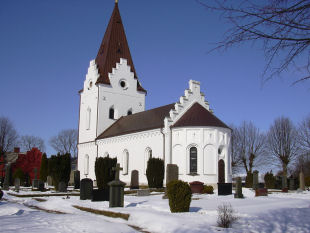
Vadensjö kyrka